# 科尼賽克
科尼賽克汽車公司（Koenigsegg Automotive AB，瑞典語發音：[ˈkø̌ːnɪɡsɛɡ] ⓘ）是一家總部位於恩厄爾霍爾姆（Ängelholm）於1994年成立的瑞典小型手工打造超級跑車製造廠，是由現任的執行總裁克里斯蒂安·馮·柯尼塞格發起創立，以製造出全世界最快汽車為主要宗旨。
受全球金融海嘯而破產重整的美國通用汽車公司計劃於2009年9月將旗下品牌萨博（SAAB）出售予科尼賽克，但計劃失敗。

## 歷史
科尼賽克計畫最早是在1994年時發起，創廠人科尼賽克原本就是瑞典賽車工程界的老手，由於他長年以來一直對於製造一輛頂級超級跑車抱持著強烈的夢想與信念，因此他召集了一小群瑞典當地最頂尖的工程師（其中有不少具有航空工程背景），串連了一些瑞典既有的賽車零組件供應商與相關學術單位，組成了一家規模甚為袖珍的小型車廠。計畫的核心理念不是很複雜：以類似一級方程式賽車的技術理念，開發出一輛中置引擎配置，純雙座的硬頂跑車。
1995年時科尼賽克遷入位於瑞典南部歐洛夫斯特隆的工廠，開始著手打造他們第一輛原型車，並且在短短的一年半之內完工。1996年起原型車開始接受一系列密集的嚴苛測試，其中包括在賽車跑道與公路上的實際行駛，與送至沃尔沃（Volvo）擁有的風洞中進行空氣力學測試。在確定了原型車已做好正式亮相前的所有準備之後，被命名為「CC」的這輛原型車首度在1997年的法國戛纳电影节（Le Festival de Cannes）正式對外曝光，並且造成不小的轟動。由於潛在客戶的高度興趣之故，科尼賽克終於能放心正式開始進行量產車的生產準備，包括將新車送至相關國際認證單位進行測試以確保其能獲得合法上路的資格，但除此之外關於量產車的一切，車廠方面保持相當低調的態度。而在此同時，該車廠也買下一處位於瑞典最南端恩厄尔霍尔姆郊區的舊空軍基地用地，興建更適合用來生產新車的新廠房。

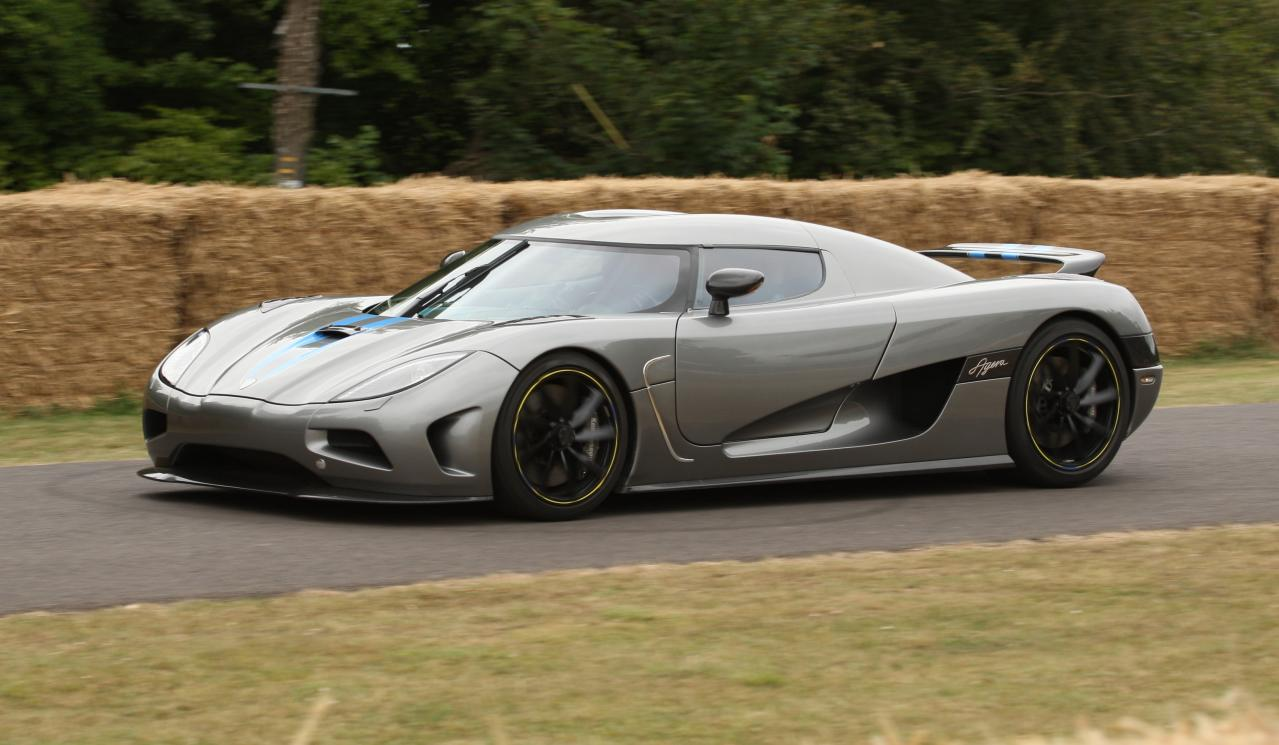
Koenigsegg Agera，攝於2010年古伍德速度節（Goodwood Festival of Speed）。

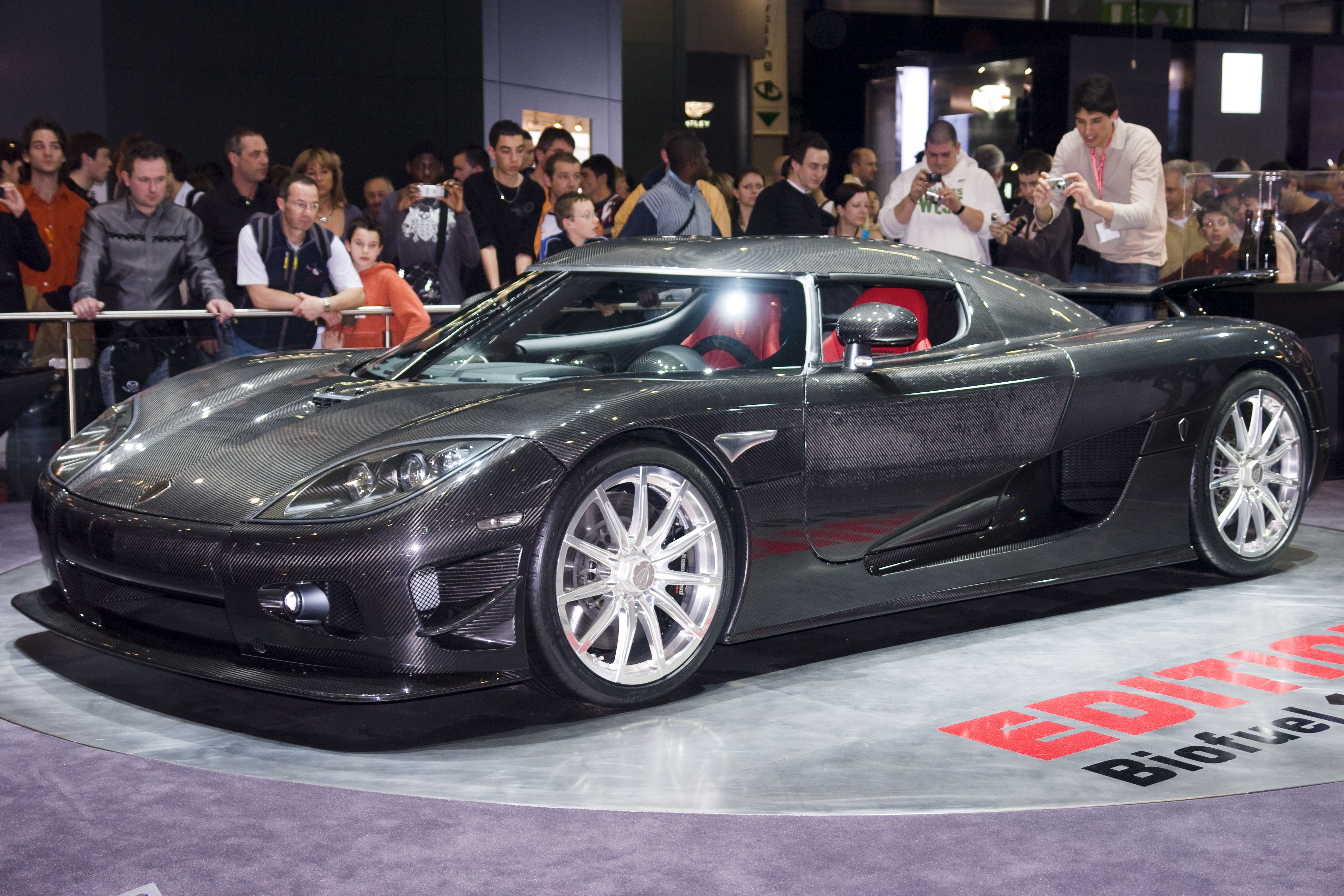
CCXR Edition是一款使用生質燃料為動力來源的特殊車款。2008年時攝於日內瓦車展會場內。

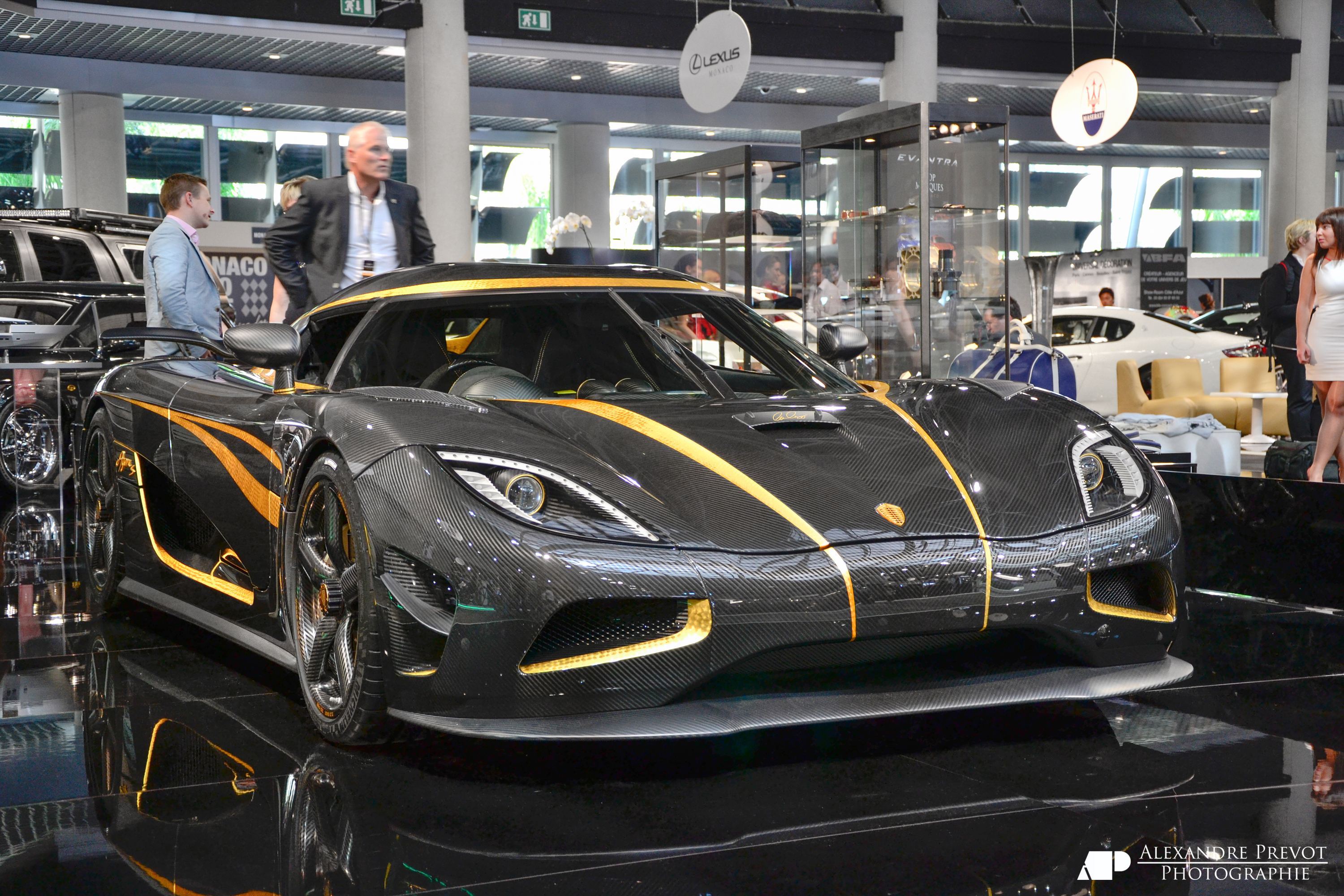
Agera S Hundra

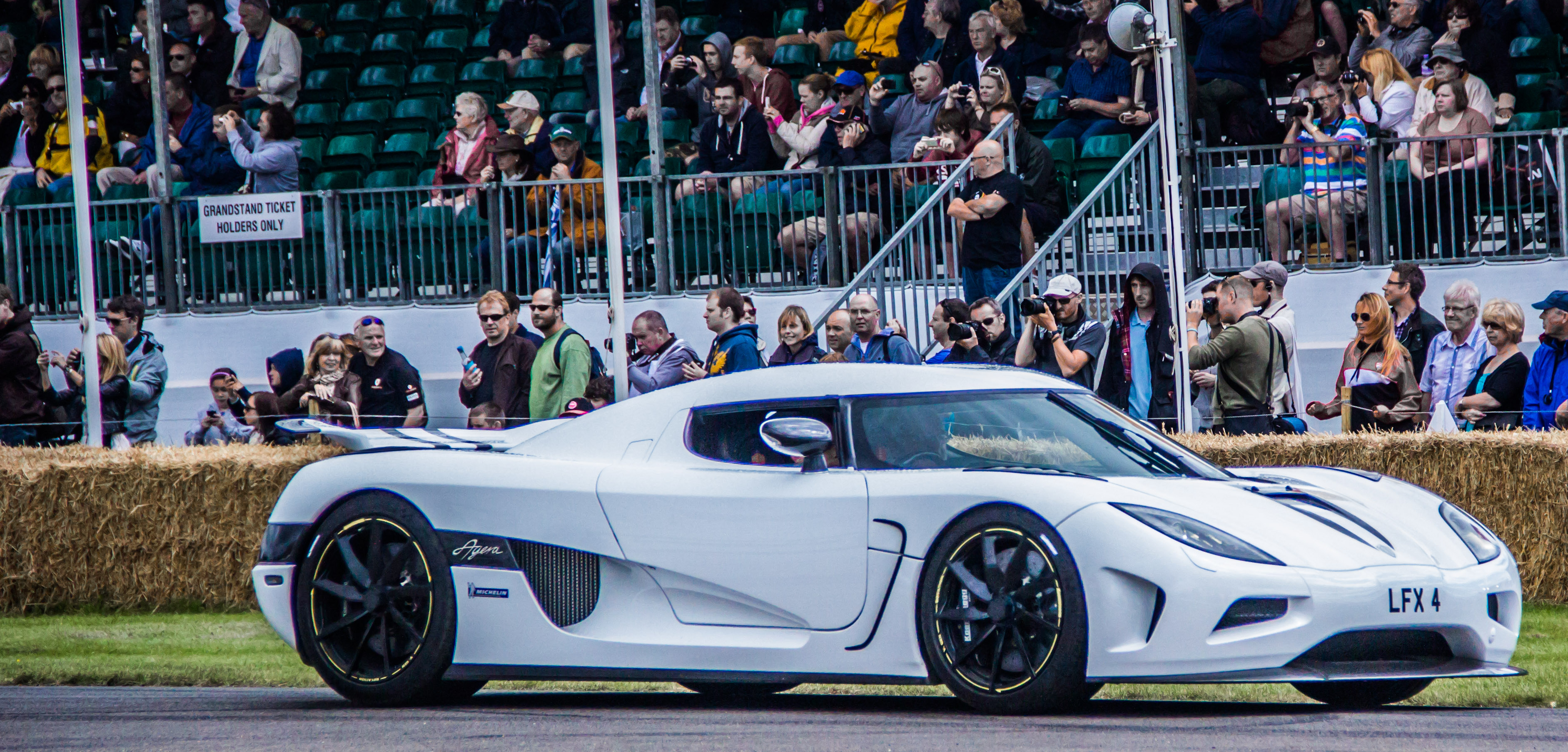
Agera R

科尼賽克的第一輛原型量產車是在2000年春夏季之間完成與進行測試，以便能趕在同年9月28日舉行的巴黎車展中亮相，而在新車首展的同時，量產新車所需的生產線也開始進行規劃組織。銀色的Koenigsegg CC一如預期地在巴黎車展中大受好評，之後也獲得瑞典當地汽車雜誌票選為該年的年度風雲車。
科尼賽克在2002年3月舉行的日内瓦汽车展中，將該車廠第一輛實際售出、一輛紅色的Koenigsegg CC 8S的量產車交抵預先定車的客戶手中。在車廠正式的生產線還沒真正設定完成之前，工程人員已經在2002年底前，完成了5輛新車的組裝。2002年9月兩輛科尼賽克的新車被送至首爾（漢城）車展參展，是該車款在亞洲的第一次正式亮相。
2003年，車廠方面持續地對新款的CC 8S進行局部修正，例如在著名的義大利籍試車手羅利士·畢可其（Loris Biccochi）的協助下改良了懸挂系統方面的調校。在這年科尼賽克原本使用中的舊廠房發生了火災意外付之一炬，幸好廠房內的車子與生產器材已經被移到火場外，只是生產作業暫停了一陣子，車廠也被迫提早搬遷到位於原瑞典空軍F10空軍基地的新廠房。同年，英國權威的汽車電視節目《英國瘋狂汽車秀》（BBC Top Gear）在試駕過CC 8S之後，宣稱這是該節目有史以來最快的一輛車。
在經過一番努力之後，科尼賽克在2004年3月舉辦的日內瓦車展中展出了CC車系的高性能版本，一輛命名為Koenigsegg CCR的橘色超級跑車，使用大量賽車科技與材料，動力輸出高達806匹馬力，是金氏世界紀錄認證動力輸出最大的量產車。車廠方面宣稱CCR擁有每小時395公里的極速表現，有機會打破麥拉倫F1在1998年時創下的量產車世界紀錄。

## 世界紀錄

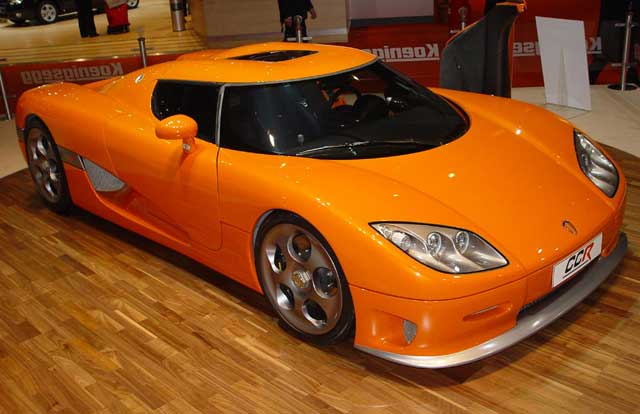
2006年式的Koenigsegg CCR跑車

2005年2月28日於義大利納多賽道上，一輛由羅利士·畢可其駕駛、與量產車規格一致的CCR，在環狀的測試道上跑出387.87公里/小時的極速，打破前世界最快量產車、1993年份的邁凱輪F1於1998年時，在位於德國狼堡郊外小鎮埃拉-萊西恩的測試道上創下的每小時386.7公里最高速，並且在事後獲得金氏世界紀錄認證。不過，根據科尼賽克的說法，由於納多測試道本身是個有著12.5公里橫曲率半徑的環狀測試道，車輛在超高速時為了保持路線必須恆定有30度的轉向角，其產生的轉向阻力抵銷了部分的車輪輸出扭力，而減損了CCR繼續加速的能力。有鑑於破紀錄當時CCR的引擎轉速尚未到達理論上的最大馬力輸出點，再加上前代世界紀錄車迈凯伦F1在1993年時於納多測試道上跑出的每小時372公里非正式紀錄，比後來在1998年時在狼堡那條9公里長的直線上創下的紀錄足足少了每小時15公里，因此科尼賽克認為如果能有一樣的直線長度，那麼CCR應該還有機會跑出更高速的世界紀錄成績。
CCR創下的紀錄在2005年底時，由一輛布加迪Veyron在埃拉-萊西恩測試道上以408.47公里/小時的速度打破。至於最速量產車的紀錄，則是由Bugatti Veyron的特殊高性能版Veyron 16.4 Super Sport在2010年7月創下的431.072公里/小時保持，後來被Hennessey Venom F5以432.784公里打破紀錄，其後由科尼賽克One:1在2014年7月創下的435公里/小時打破紀錄。
2019年9月23日於瑞典軍用機場，使用 Regera 挑戰 0~400公里/小時的測試，車手為Sonny Persson。挑戰結果 Regera 的 0~400 公里/小時~0的加速成績為 31.49 秒、距離為2048.46公尺，0~400公里/小時成績為22.87秒、距離是 1,613.2 公尺，而從 400 公里/小時~0的時間是 8.62 秒、距離為435.26 公尺

## 車型
包含量產中與已停產，科尼賽克旗下的車型包括：
- CC（英语：Koenigsegg CC）（1994年）1辆
- CC8S（英语：Koenigsegg CC8S）（2002年-2004年）6辆
- CCR（英语：Koenigsegg CCR）（2004年-2006年）14辆
- CCX（英语：Koenigsegg CCX）（2006年-2010年）29辆
  - CCGT（英语：Koenigsegg CCGT）（2007年）：僅生產唯一的一輛、原本是針對GT1（英语：FIA GT1 World Championship）等級賽事所開發的認證車，但因為FIA修改了參賽車輛的選擇標準要求至少350輛以上的生產數量才有資格參賽，而從未實際用於賽場上。僅有的一輛實車主要使用於各種示範或展示性的場合。[1]
  - CCXR（英语：Koenigsegg CCXR）（2007年-2009年）9辆
  - CCX Edition（英语：Koenigsegg CCX Edition）（2008年）4辆
  - CCXR Edition（英语：Koenigsegg CCXR Edition）（2008年）2辆
  - CCXR Special Edition（英语：Koenigsegg CCXR Special Edition）（2008年-2009年）2辆
  - CCXR Trevita（英语：Koenigsegg CCXR Trevita）（2008年－2009年）2辆
- Quant（英语：Koenigsegg Quant）（2009年）概念车
- Agera（英语：Koenigsegg Agera）（2010年）7辆
- Agera R（英语：Koenigsegg Agera R）（2011年－2014年）18辆
- Agera S（英语：Koenigsegg Agera S）（2013年－2014年）5辆
- One:1 (2014年-2015年)7辆
- Agera RS（英语：Koenigsegg Agera RS）（2015年-2018年）27辆
- Agera Final（英语：Koenigsegg Agera Final）（2016年-2018年）3辆
- Regera（英语：Koenigsegg Regera）（2016年-2022年）80辆
- Jesko（英语：Koenigsegg Jesko）（2021年-）125辆
- Gemera（英语：Koenigsegg Gemera）（2024年-）300辆
- CC850（英语：Koenigsegg CC850）（2024年-）70辆
- Chimera（英语：Koenigsegg Chimera）（2024年）1辆

## 外部連結
- 科尼賽克官方網站（英文）